# Dave Brailsford
David "Dave" Brailsford (n. Derby, 29 de febrero de 1964) es un entrenador galés. Hasta abril de 2014 fue el director técnico de la Federación Británica de Ciclismo. En la actualidad es mánager general del equipo ciclista británico INEOS Grenadiers, de categoría World Tour.
Aunque nacido en Derby (Inglaterra), creció sabiendo galés en Deiniolen (cerca de Caernarfon, Gales), siendo hijo de un guía de montaña.
Con 19 años se marchó a Francia para ser ciclista profesional, compitiendo durante cuatro temporadas. Entonces, con 23 años, entró en la universidad para obtener sendas titulaciones en Educación Física y Psicología, realizando posteriormente un MBA en la escuela de negocios de Sheffield.
Coincidiendo con la entrada de la National Lottery como patrocinador de la Federación Británica de Ciclismo se incorporó al organismo, dedicado principalmente al ciclismo en pista, como asesor. Posteriormente sería director de planificación para terminar siendo director de rendimiento.
Brailsford y su equipo de auxiliares condujeron al equipo británico de ciclismo en pista a una exitosa participación en los Juegos Olímpicos de Atenas 2004. La reina Isabel II recompensó su aportación aprobando su ingreso en la Orden del Imperio Británico como MBE (Miembro de la Orden del Imperio Británico).
En los Juegos Olímpicos de Pekín 2008 el equipo británico logró 14 medallas, 8 de ellas de oro. Su contribución a dicho éxito fue premiado con un ascenso por la reina, que lo elevó a CBE (Comandante de la Orden del Imperio Británico).